# Gobonyeone Selefa
Gobonyeone Selefa là một cầu thủ bóng đá người Botswana hiện tại thi đấu cho Mochudi Centre Chiefs. Anh có 2 trận thi đấu cho Đội tuyển bóng đá quốc gia Botswana.